# Abdullah al-Sanussi
Abdullah al-Sanussi (arabiska: عبد الله السنوسي), född 1949, är en libysk militär, gift med Muammar al-Gaddafis frus syster.
Sanussi var landets underrättelsechef under Gaddafis regim och anses ha varit Gaddafis närmaste förtrogne. Sanussi anklagades för dödandet i Benghazi under våren 2011 i samband med upproret mot Gaddafi-regimen, samt för rekryteringen av utländska legosoldater. Han beskylldes också för att ha beordrat massakern 1996 av 1 200 fångar i Abu Salimfängelset.
Åklagaren vid Internationella brottmålsdomstolen begärde honom häktad för brott mot mänskligheten.